# Mentona Moser
Mentona Moser (Badenweiler, 19 oktober 1874 - Berlin-Köpenick (Oost-Berlijn), 10 april 1971) was een Zwitserse maatschappelijk werkster, communiste en schrijfster.

## Biografie

### Afkomst en opleiding
Mentona Moser was een dochter van ondernemer Heinrich Moser en van Fanny von Sulzer-Wart. Ze was een zus van zoöloge Fanny Moser en een halfzus van Henri Moser-Charlottenfels.
Ze groeide op in Badenweiler en in het kasteel van Wart, nabij Winterthur. In 1887 verhuisde haar familie naar het kasteel van Au aan het Meer van Zürich. Tegen de wil van haar moeder volgde ze lessen zoölogie aan de Universiteit van Zürich. Nadien verbleef ze aan een meisjespensionaat in Londen en werkte ze als plaatsvervangend lerares in een avondschool en als verpleegster in een hospitaal. Ze was bezorgd om de levensomstandigheden van de arbeidersklasse en werd een overtuigde socialiste.

### Maatschappelijk werkster
Na haar terugkeer naar Zwitserland in 1903 legde ze zich toe op sociale werken en organiseerde ze conferenties over kinderwelzijn en sociale bijstand. Ze richtte ook een vereniging voor blinden op en hielp in de planning voor de bouw van woonwijken voor arbeiders en speelplaatsen voor kinderen. Daarnaast was ze medeoprichtster van een hulpcentrum voor tuberculosepatiënten. Gedurende vijf jaar leidde ze ook de hulpafdeling voor moeders en pasgeborenen van de organisatie Pro Juventute.
In 1907 werd ze lid van de Sociaaldemocratische Partij van Zwitserland. Ze geraakte bevriend met Herman Greulich en Ferdinand Hodler en later ook met Fritz Platte. In 1909 huwde ze Hermann Balsiger, een ambtenaar en socialist. Na hun scheiding in 1917 hernam ze haar meisjesnaam.

### Communiste

Graf van Mentona Moser op het Zentralfriedhof Friedrichsfelde in Berlijn-Lichtenberg.

Ze volgde de politieke omwentelingen in Rusland met grote belangstelling en schaarde zich in 1919 bij de 'oude communisten'. Later verhuisde ze naar Rusland, waar ze de Zwitserse vertegenwoordigster in het uitvoerend comité van de Komintern was en nabij Moskou een kindertehuis zou oprichten en verhuisde nadien naar Berlijn, waar ze de Duitse politica Clara Zetkin leerde kennen. De opkomst van de Nationaalsocialistische Duitse Arbeiderspartij (NSDAP) in Duitsland maakte haar werk voor de Kommunistische Partei Deutschlands in Berlijn onmogelijk. Nadat ze een groot deel van haar fortuin was verloren, vluchtte ze in 1934 naar Zwitserland en vestigde zich in Morcote. Tijdens de oorlogsjaren zou ze verblijven in Zürich. In 1950 verkreeg ze het ereburgerschap van de Duitse Democratische Republiek (DDR), waarna ze naar Oost-Berlijn verhuisde en er lid werd van de Sozialistische Einheitspartei Deutschlands. In 1959 werd ze onderscheiden met de Clara Zetkin-medaille.

## Onderscheidingen
- DDR: ereburgerschap (1950)
- DDR: Clara-Zetkin-Medaille (1959)

## Werken
- (de)  Unter den Dächern von Morcote. Meine Lebensgeschichte, 1985 (postuum).
- (de)  Ich habe gelebt, 1986 (postuum).